# Богутовац
Богутовац је насељено место града Краљева у Рашком округу. У насељу се налазе извори минералне воде познат као Богутовачка бања.

## Географски положај
Богутовац се налази у централном делу Србије, 200 км јужно од Београда и 23 км југозападно од Краљева. Смештена је на обронцима планине Троглав, на надморској висини од 520 м и има благу континенталну климу. Кроз Богутовац пруга Краљево–Косовска Митровица и Ибарска магистрала са којом је повезана асфалтним путем дужине 2,5 km.

## Историја
Назив Богутовац је изведен од мушког имена Богут. Захваљујући археолошким и топографским доказима може се закључити да је Богутовац настањен од времена преисторије до данашњих дана. У Жичкој повељи, којом је краљ Стефан Првовенчани 1220. године одредио метох манастира Жича, на месту данашњег Богутовца помиње се село Дебело Брдо са засеоцима Рашки Дел и Штитарина. У првом турском попису из 1476. године помиње се село Лопатица (данашња Лопатница) у кази Брвеник. Међутим, у пописима из 1560. и 1595. године Богутовац се помиње као посебно село, одвојено од Лопатнице, што значи да је територија Лопатнице била подељена на два посебна села. У току 19. века Богутовац је повремено спајан са селом Лопатница, а као посебно село коначно је издвојен 1831. године.
На ужем подручју Богутовца пронађено је пет старих гробаља, од којих су три данас још увек уочљива. Рударска окна представљају трагове рударства, а једно окно има назив Римски рудник. На брду Рујак налазе се остаци старог града, који је највероватније био подигнут како би заштитио руднике. Као рударско насеље, Богутовац је у средњем веку био густо насељен, а на основу једног од топонима (Чуђак - туђ), може се закључити да су у њему живели и људи туђег, односно несловенског порекла - Саси.
Долазак Турака је изазвао велике промене у демографији овог краја. Тада је долазило до честих сеоба и периода када би насеље готово опустело, али и периода када се становништво обнављало. По турском попису из 1528. године може се закључити да је у насељу било доста влашког становништва, али је ипак упитно колико су турски пописи правили разлику између Влаха и Срба, с обзиром да је појам Влах у то време пре означавао да се неко бави сточарством, а не етничку припадност. Упркос великим сеобама српског становништва 1690. и 1738. године, насеље ипак није потпуно опустело, што показује чињеница да су многи стари топоними били очувани. Основа породица које и данас живе у Богутовцу представљају досељеници који су стигли у другој половини 18. и током 19. века.

## Природни лековити фактори
Богутовачка бања има два извора лековите минералне воде температуре од 24 °C до 27 °C. Вода је богата радиоактивним елементима, сумпорводоником и силицијумовом киселином. Вода из Богутовачке бање је испитивана по налогу Кнежевине Србије 1835. године, па је тако ово једна од првих испитиваних бања у земљи. Позната као „Неуро бања“, своје епитете о „чудотворној лековитости“, „рају за живце“, „извору новог живота“, стекла је захваљујући делотворној минералној води, изванредној клими без магле, мешања ваздушних струја и наглих промена притиска. Начини лечења су купање у базенима минералне воде уз активан одмор и рекреацију као и пијење лековите воде.

## Медицинске индикације
Вода из Богутовачке бање је повољна нарочито за лечење и постиже изванредне резултате у лечењу следећих обољења:
- неуропсихијатријска обољења психонеурозе, неуротични синдром, лабилност вегетативног нервног система, неуротске главобоље, мигрене неуралгије, мултипле склерозе, последице полиомиелитиса;
- функционална обољења срца и крвних судова - неурозе срца, повишени крвни притисак, лабилне и пароксизмалне тахикардије, неправилан рад срца везан за нервну раздражљивост, реконвалесценције реуматичног ендокардита и миокардита, обољења и функционалне сметње у периферним крвним судовима (варликозитети, тромбофлебити);
- поједина реуматска обољења - нарочито код особа са оштећеним срцем и крвним судовима: дегенеративни и ванзглобни реуматизам, гонартозе, спондилоартрозе и сл.
- поједина обољења органа за варење - изазване пренадраженошћу вегетативног нервног система: спазам једњака, гастралгије, колон иритабилни (пренадраженост дебелог црева), спастични колон (сужење дебелог црева) итд.[9]

Богутовачка бања поред лечилишних, пружа и изванредне услове за активан одмор и рекреацију: планинарење, шетње, припреме спортиста, излете, ђачке екскурзије, лов, а постоји могућност спортског риболова на реци Лопатници и остале услуге забавно-туристичког карактера.

## Културно историјски споменици у околини
- Тврђава Маглич (14. век) народу позната као проклета Јерина)
- Манастир Жича (13. век)
- Манастир Студеница (12. век)

Овде се налазе Запис крст у Корићанцима и Запис липа у Корићанцима.

## Демографија
Према попису из 2002. било је 547 становника (према попису из 1991. било је 687 становника). У насељу Богутовац живи 452 пунолетна становника, а просечна старост становништва износи 44,9 година (44,2 код мушкараца и 45,5 код жена). У насељу има 209 домаћинстава, а просечан број чланова по домаћинству је 2,62.
Ово насеље је великим делом насељено Србима (према попису из 2002. године), а у последња три пописа, примећен је пад у броју становника.
|  |

| Демографија | Демографија | Демографија |
| Година      | Становника  | Становника  |
| ----------- | ----------- | ----------- |
| 1948.       | 975         |             |
| 1953.       | 1.084       |             |
| 1961.       | 1.159       |             |
| 1971.       | 1.006       |             |
| 1981.       | 891         |             |
| 1991.       | 687         | 678         |
| 2002.       | 547         | 559         |

| Етнички састав према попису из 2002.‍ | Етнички састав према попису из 2002.‍ | Етнички састав према попису из 2002.‍ | Етнички састав према попису из 2002.‍ | Етнички састав према попису из 2002.‍ |
| ------------------------------------ | ------------------------------------ | ------------------------------------ | ------------------------------------ | ------------------------------------ |
|                                      |                                      |                                      |                                      |                                      |
| Срби                                 | Срби                                 |                                      | 537                                  | 98,17%                               |
| Црногорци                            | Црногорци                            |                                      | 3                                    | 0,54%                                |
| Македонци                            | Македонци                            |                                      | 1                                    | 0,18%                                |
| непознато                            | непознато                            |                                      | 4                                    | 0,73%                                |

| \| \| м \| \| \| ж \| \| ? \| 3 \| \| \| 2 \| \| 80+ \| 5 \| \| \| 9 \| \| 75—79 \| 16 \| \| \| 18 \| \| 70—74 \| 19 \| \| \| 30 \| \| 65—69 \| 24 \| \| \| 24 \| \| 60—64 \| 16 \| \| \| 15 \| \| 55—59 \| 11 \| \| \| 13 \| \| 50—54 \| 23 \| \| \| 17 \| \| 45—49 \| 18 \| \| \| 23 \| \| 40—44 \| 25 \| \| \| 16 \| \| 35—39 \| 20 \| \| \| 15 \| \| 30—34 \| 15 \| \| \| 14 \| \| 25—29 \| 16 \| \| \| 15 \| \| 20—24 \| 14 \| \| \| 14 \| \| 15—19 \| 7 \| \| \| 7 \| \| 10—14 \| 17 \| \| \| 11 \| \| 5—9 \| 16 \| \| \| 10 \| \| 0—4 \| 6 \| \| \| 23 \| \| Просек : \| 44,2 \| \| \| 45,5 \| |      |  |  |      |
| |      |  |  |      |
| | м    |  |  | ж    |
| ? | 3    |  |  | 2    |
| 80+ | 5    |  |  | 9    |
| 75—79 | 16   |  |  | 18   |
| 70—74 | 19   |  |  | 30   |
| 65—69 | 24   |  |  | 24   |
| 60—64 | 16   |  |  | 15   |
| 55—59 | 11   |  |  | 13   |
| 50—54 | 23   |  |  | 17   |
| 45—49 | 18   |  |  | 23   |
| 40—44 | 25   |  |  | 16   |
| 35—39 | 20   |  |  | 15   |
| 30—34 | 15   |  |  | 14   |
| 25—29 | 16   |  |  | 15   |
| 20—24 | 14   |  |  | 14   |
| 15—19 | 7    |  |  | 7    |
| 10—14 | 17   |  |  | 11   |
| 5—9 | 16   |  |  | 10   |
| 0—4 | 6    |  |  | 23   |
| Просек : | 44,2 |  |  | 45,5 |

| Година пописа     | 1948. | 1953. | 1961. | 1971. | 1981. | 1991. | 2002. |
| ----------------- | ----- | ----- | ----- | ----- | ----- | ----- | ----- |
| Број домаћинстава | 192   | 231   | 278   | 285   | 297   | 263   | 209   |

| Број чланова      | 1  | 2  | 3  | 4  | 5  | 6  | 7 | 8 | 9 | 10 и више | Просек |
| ----------------- | -- | -- | -- | -- | -- | -- | - | - | - | --------- | ------ |
| Број домаћинстава | 64 | 50 | 40 | 28 | 14 | 10 | 3 | 0 | 0 | 0         | 2,62   |

| Пол    | Укупно | Неожењен/Неудата | Ожењен/Удата | Удовац/Удовица | Разведен/Разведена | Непознато |
| ------ | ------ | ---------------- | ------------ | -------------- | ------------------ | --------- |
| Мушки  | 232    | 72               | 135          | 16             | 8                  | 1         |
| Женски | 232    | 33               | 142          | 52             | 5                  | 0         |
| УКУПНО | 464    | 105              | 277          | 68             | 13                 | 1         |

| Пол    | Укупно                    | Пољопривреда, лов и шумарство | Рибарство                            | Вађење руде и камена | Прерађивачка индустрија       |
| ------ | ------------------------- | ----------------------------- | ------------------------------------ | -------------------- | ----------------------------- |
| Мушки  | 101                       | 9                             | 0                                    | 0                    | 18                            |
| Женски | 48                        | 10                            | 0                                    | 0                    | 9                             |
| Укупно | 149                       | 19                            | 0                                    | 0                    | 27                            |
|        |                           |                               |                                      |                      |                               |
| Пол    | Производња и снабдевање   | Грађевинарство                | Трговина                             | Хотели и ресторани   | Саобраћај, складиштење и везе |
| Мушки  | 1                         | 4                             | 12                                   | 5                    | 23                            |
| Женски | 0                         | 0                             | 3                                    | 1                    | 1                             |
| Укупно | 1                         | 4                             | 15                                   | 6                    | 24                            |
|        |                           |                               |                                      |                      |                               |
| Пол    | Финансијско посредовање   | Некретнине                    | Државна управа и одбрана             | Образовање           | Здравствени и социјални рад   |
| Мушки  | 4                         | 0                             | 12                                   | 2                    | 7                             |
| Женски | 0                         | 2                             | 1                                    | 4                    | 16                            |
| Укупно | 4                         | 2                             | 13                                   | 6                    | 23                            |
|        |                           |                               |                                      |                      |                               |
| Пол    | Остале услужне активности | Приватна домаћинства          | Екстериторијалне организације и тела | Непознато            | Непознато                     |
| Мушки  | 1                         | 0                             | 0                                    | 3                    | 3                             |
| Женски | 0                         | 0                             | 0                                    | 1                    | 1                             |
| Укупно | 1                         | 0                             | 0                                    | 4                    | 4                             |

- Центар са путоказима
- Виле и куће за издавање
- Игралиште и мост преко реке Лопатнице
- Кафана код Мира